# Hoplitis duckeana
Hoplitis duckeana är en biart som först beskrevs av Kohl 1905.  Hoplitis duckeana ingår i släktet gnagbin, och familjen buksamlarbin. Inga underarter finns listade i Catalogue of Life.